# Aarden (esoterie)

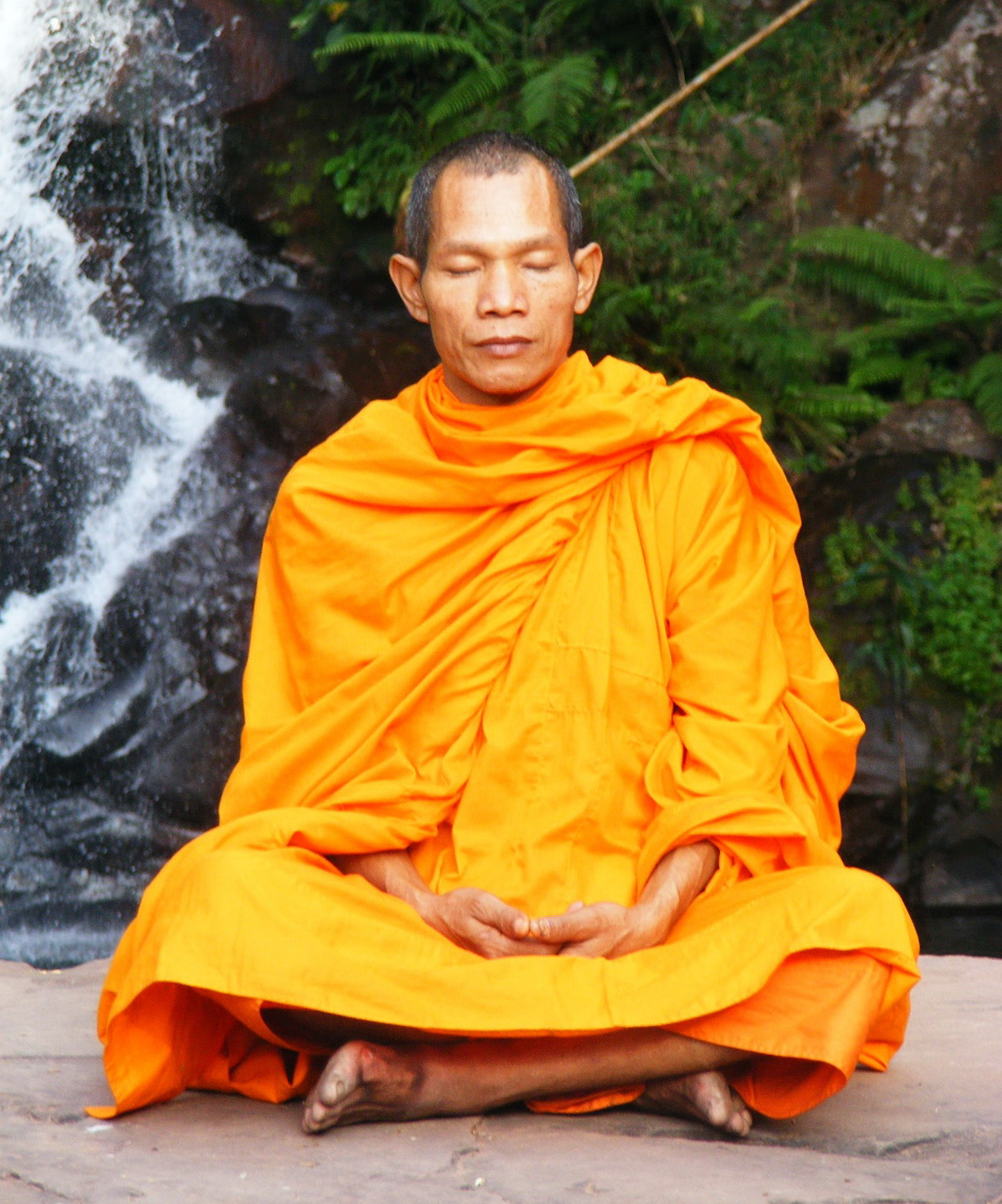
Door te mediteren kan men aarden.

Aarden of gronden betekent in de esoterie in balans zijn met jezelf en de natuur. Het gaat over verbinding maken met de aarde of de grond. Aarden zorgt ervoor dat het energieniveau in balans blijft en dat een eventueel teveel aan energie wordt afgevoerd. Bij veel traditionele geneeswijzen wordt een universele energie verondersteld. Alles en iedereen zou bestaan uit zowel positieve als negatieve energie. Als men geaard is, stroomt deze energie vrij rond tussen hem en de aarde, en als men niet geaard is, wordt er energie in het lichaam vastgehouden. Dit laatste kan leiden tot stressgerelateerde gezondheidsproblemen, zowel lichamelijk als geestelijk.

## Yoga en meditatie
In de yoga is aarden het contact maken met het eerste chakra en het in balans brengen hiervan. Door yoga-oefeningen te doen en het lichaam volledig laten ontspannen, zou men kunnen aarden. Ook tijdens meditatie kan men zich richten op aarden door een chakrameditatie te doen. Dit is een meditatie die zou helpen om de balans in de chakra's te herstellen. Als iemand volledig verstrikt zit in zijn gedachten en gevoelens, is concentreren op de ademhaling een manier om te aarden en weer in contact te komen met de ervaring van het hier en nu.

## Oosterse tradities
Naar de aarde komen houdt in de Oosterse tradities in dat men zich verbindt met het zwaartepunt in het lichaam onder de navel, hara genoemd in het Japans of tan t'ien in het Chinees. Oefeningen zoals aikido of tai chi zouden een persoon op deze manier aarden.